# مارکیپلایر
مارک ادوارد فیش‌باک (متولد ۲۸ ژوئن سال ۱۹۸۹) که با نام مارکیپلایر (و یا مارک) شناخته شده‌است. یوتیوبر آمریکایی است. او کار خود را در سینسیناتی، اوهایو آغاز کرد و هم‌اکنون در لس آنجلس زندگی می کند.
کانال او در ژوئن ۲۰۲۳ بیش از ۳۵ میلیون مشترک دارد. او بیشتر ویدئوهای لتس پلی بازی می‌کند، معمولاً ژانر وحشت و ترس و بقا.

## زندگی شخصی
فیش‌باک در شهر هونولولو در ایالت هاوایی به دنیا آمد. پدر او در ارتش آمریکا در کشور کره‌جنوبی خدمت می‌کرد و آنجا با مادر فیش‌باک، که کره‌ای‌تبار است آشنا شد. پس از تولد او خانواده اش به سینسیناتی، اوهایو نقل مکان کردند. او یک برادر بزرگتر به نام توماس (تام) جیسون فیش‌باک دارد، که نقاش و نویسنده وبسایت کمیک Twokindsاست. پدر بزرگ او متولد کره شمالی بود اما بعد جنگ دو کره به سئول فرار کرد، و چند دختر داشت. یکی از عمو زاده‌های او به نام هیونگ بی یک بازیگر در کره جنوبی است.
او در دانشگاه سینسیناتی در رشته مهندسی پزشکی تحصیل می‌کرد اما دانشگاه را برای کارش در یوتیوب رها کرد. او در حال حاضر در لس آنجلس در ایالت کالیفرنیا همراه با دوست دخترش اِمی نلسون زندگی می‌کند.

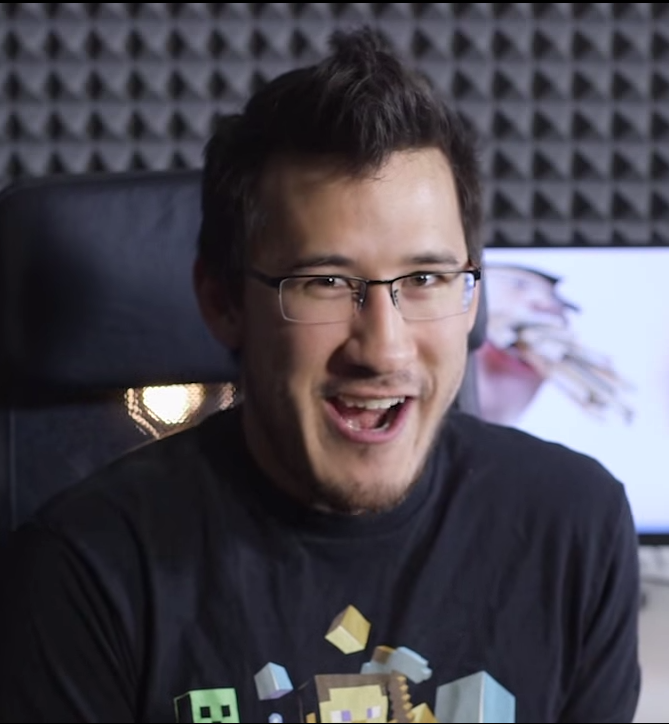
مارکیپلایر در سال ۲۰۱۴

## کمک به خیریه
| تاریخ        | موسسه خیریه                                        | مبلغ     |
| ------------ | -------------------------------------------------- | -------- |
| ژوئیه ۲۰۱۲   | چایلدز پلی                                         | $۱٬۰۰۰   |
| فوریه ۲۰۱۳   | موسسه تحقیقات کلیه                                 | $۸٬۰۴۷   |
| فوریه ۲۰۱۵   | موسسه پشتیبانی از افراد مبتلا به افسردگی و دو قطبی | $۸۲٬۰۰۳  |
| فوریه ۲۰۱۷   | بیمارستان تحقیقات بیماری‌های کودکان جود             | $۱۱۵٬۷۱۷ |
| مارس ۲۰۱۷    | خیریه: آب                                          | $۲۵۴٬۶۴۹ |
| مارس ۲۰۱۷    | بنیاد حمایت از محیط زیست                           | $۱۲۳٬۱۱۱ |
| مه ۲۰۱۷      | گیم چنجر                                           | $۱۹۸٬۳۷۸ |
| اوت ۲۰۱۷     | قلب شاد                                            | $۱۰۸٬۵۸۵ |
| سپتامبر ۲۰۱۷ | کمک مستقیم                                         | $۷۴٬۴۲۱  |
| اکتبر ۲۰۱۷   | انجمن ملی ام پی اس                                 | $۱۰۷٬۸۷۸ |
| نوامبر ۲۰۱۷  | نجات کودکان                                        | $۴۲۲٬۷۷۳ |

## فیلم‌شناسی

### فیلم
| سال  | عنوان       | نقش  | Ref(s) |
| ---- | ----------- | ---- | ------ |
| ۲۰۱۵ | Smosh: فیلم | خودش | [ ۱۳ ] |

### تلویزیون و سریال
| سال        | عنوان                        | نقش   | یادداشت         | منابع         |
| ---------- | ---------------------------- | ----- | --------------- | ------------- |
| ۲۰۱۳–۲۰۱۴  | جدول تلنگر                   | خودش  | ۳ قسمت          |               |
| ۲۰۱۵       | جیمی کیمل لایو               | خودش  | ۱ قسمت          | [ ۶ ]         |
| ۲۰۱۵       | Grumpcade                    | خودش  | ۲۰ قسمت         |               |
| ۲۰۱۶       | ایزابل همه چیز را خراب می‌کند | آپولو | کوتاه           |               |
| ۲۰۱۶       | پیودی‌پای را بترسان           | خودش  | ۱ قسمت          |               |
| ۲۰۱۶       | راهنمایی گیمرها برای همه چیز | خودش  | ۱ قسمت          | [ ۱۴ ]        |
| ۲۰۱۷–اکنون | خیلی بد                      | ۵٫۰٫۵ | نقش اصلی        | [ ۱۵ ] [ ۱۶ ] |
| ۲۰۱۷       | قرار گزاشتن با مارکیپلایر    | خودش  | پایان های مختلف |               |
| ۲۰۱۸       | چه کسی مارکیپلایر را کشت ؟   | خودش  | تمام قسمت ها    |               |
| ۲۰۱۹       | دزدی با مارکیپلایر           | خودش  | پایان های مختلف |               |
| ۲۰۲۲       | در فضا با مارکیپلایر         | خودش  | پایان های مختلف |               |

### نم‌آهنگ
| سال  | هنرپیشه     | عنوان         | در نقش  |
| ---- | ----------- | ------------- | ------- |
| ۲۰۱۴ | بارت بیکر   | ویگل پرودی    | جف ویگل |
| ۲۰۱۹ | مارک فیشباک | edge of sleep | دیوید   |